# Football à 5 aux Jeux paralympiques d'été de 2020
Cet article traite de l'épreuve des Jeux paralympiques 2020 réservée aux déficients visuels et athlètes mal voyants. Pour la compétition valide des Jeux olympiques 2020, voir Football aux Jeux olympiques d'été de 2020.
Navigation
Rio de Janeiro 2016 Paris 2024
Le tournoi de football à 5 aux Jeux paralympiques d'été de 2020 organisés à Tokyo (Japon) qui devaient se dérouler au Centre olympique de tennis initialement en septembre ont été reportées à 2021. Ce sport est joué par des athlètes atteints d'une déficience visuelle, avec une balle possédant un ensemble de grelots à l'intérieur générant du bruit.
Le site de la compétition se situe au parc éphémère de sports urbains d'Aomi, le site qui a accueilli les épreuves de Basketball 3x3 et d'escalade.

## Qualifications
Les huit équipes se sont qualifiées comme suit :
| Compétition                     | Date                            | Lieu               | Places | Qualifiés            |
| ------------------------------- | ------------------------------- | ------------------ | ------ | -------------------- |
| Pays organisateur               | Pays organisateur               | Pays organisateur  | 1      | Japon                |
| Championnat du Monde IBSA 2018  | 5-16 juin 2018                  | Madrid, Espagne    | 1      | Brésil               |
| Championnat d'Amérique 2018     | 2-10 juin 2019                  | São Paulo, Brésil  | 1      | Argentine            |
| Championnat d'Europe 2018       | 15-24 septembre 2019            | Rome, Italie       | 2      | France Espagne       |
| Championnat d'Asie-Océanie 2018 | 30 septembre - 6 octobre 2019   | Pattaya, Thaïlande | 2      | Iran Chine Thaïlande |
| Championnat d'Afrique 2019      | 22 novembre - 1er décembre 2019 | Enugu, Nigeria     | 1      | Maroc                |
| Total                           | Total                           | Total              | 8      |                      |

## Podium
| Épreuves         | Or | Argent | Bronze |
| Tournoi masculin | Brésil Cássio (pt) Damião (pt) Gledson da Paixão Barros Jardiel Jefinho (pt) Luan (pt) Matheus Bumussa Nonato (pt) Ricardinho (pt) Tiago (pt) | Argentine Federico Accardi (es) Ángel Deldo Maximiliano Espinillo (es) Nahuel Heredia Darío Lencina Germán Muleck (es) Froilán Padilla (es) Marcelo Panizza Braian Pereyra Nicolás Véliz (es) | Maroc Abdellali Ait Al-Hakem Elhabib Ait Bajja Samir Bara Imad Berka Kamal Boughlam Said El-Mselek Houssam Ghilli Ayoub Hadimi Abderrazak Hattab Zouhair Snisla |

## Résultats

### Phase de groupes

#### Groupe A
| Rang | Équipe | Pts | J | G | N | P | Bp | Bc | Diff |
| ---- | ------ | --- | - | - | - | - | -- | -- | ---- |
| 1    | Brésil | 9   | 3 | 3 | 0 | 0 | 11 | 0  | +11  |
| 2    | Chine  | 6   | 3 | 2 | 0 | 1 | 3  | 3  | 0    |
| 3    | Japon  | 3   | 3 | 1 | 0 | 2 | 4  | 6  | -2   |
| 4    | France | 0   | 3 | 0 | 0 | 3 | 0  | 9  | -9   |

| Match | Date    | Équipe 1 | Résultat | Équipe 2 |
| ----- | ------- | -------- | -------- | -------- |
| 9h00  | 29 août | Japon    | 4 - 0    | France   |
| 11h30 | 29 août | Brésil   | 3 - 0    | Chine    |
| 9h00  | 30 août | Chine    | 1 - 0    | France   |
| 11h30 | 30 août | Brésil   | 4 - 0    | Japon    |
| 9h00  | 31 août | Japon    | 0 - 2    | Chine    |
| 11h30 | 31 août | France   | 0 - 4    | Brésil   |

#### Groupe B
| Rang | Équipe    | Pts | J | G | N | P | Bp | Bc | Diff |
| ---- | --------- | --- | - | - | - | - | -- | -- | ---- |
| 1    | Argentine | 9   | 3 | 3 | 0 | 0 | 7  | 1  | +6   |
| 2    | Maroc     | 4   | 3 | 1 | 1 | 1 | 4  | 3  | +1   |
| 3    | Espagne   | 4   | 3 | 1 | 1 | 1 | 2  | 3  | -1   |
| 4    | Thaïlande | 0   | 3 | 0 | 0 | 3 | 0  | 6  | -6   |

| Match | Date    | Équipe 1  | Résultat | Équipe 2  |
| ----- | ------- | --------- | -------- | --------- |
| 16h30 | 29 août | Argentine | 2 - 1    | Maroc     |
| 19h30 | 29 août | Espagne   | 1 - 0    | Thaïlande |
| 16h30 | 30 août | Thaïlande | 0 - 2    | Maroc     |
| 19h30 | 30 août | Espagne   | 0 - 2    | Argentine |
| 16h30 | 31 août | Argentine | 3 - 0    | Thaïlande |
| 19h30 | 31 août | Maroc     | 1 - 1    | Espagne   |

### Phase finale

#### Tableaux
|  | Demi-finales | Demi-finales | Demi-finales | Demi-finales |                    |           | Finale      | Finale      | Finale      | Finale      |
|  |              |              |              |              |                    |           |             |             |             |             |
|  | 2 septembre  | 2 septembre  | 2 septembre  | 2 septembre  |                    |           | 4 septembre | 4 septembre | 4 septembre | 4 septembre |
|  | A2           | Chine        | 0            | 0            |                    |           | 4 septembre | 4 septembre | 4 septembre | 4 septembre |
|  | A2           | Chine        | 0            | 0            |                    |           | 4 septembre | 4 septembre | 4 septembre | 4 septembre |
|  | B1           | Argentine    | 2            | 2            |                    |           | 4 septembre | 4 septembre | 4 septembre | 4 septembre |
|  | B1           | Argentine    | 2            | 2            | Argentine          | Argentine | 0           | 0           |             |             |
|  | 2 septembre  |              |              |              | Argentine          | Argentine | 0           | 0           |             |             |
|  |              |              | Brésil       | Brésil       | 1                  | 1         |             |             |             |             |
|  | A1           | Brésil       | Brésil       | Brésil       | 1                  | 1         | 1           | 1           |             |             |
|  | A1           | Brésil       |              |              |                    |           |             | 1           |             |             |
|  | B2           | Maroc        | 0            | 0            |                    |           |             |             |             |             |
|  | B2           | Maroc        | 0            | 0            | Médaille de bronze |           |             |             |             |             |
|  |              |              |              |              |                    |           |             |             |             |             |
|  | 4 septembre  |              |              |              |                    |           |             |             |             |             |
|  | Chine        | Chine        | 0            | 0            |                    |           |             |             |             |             |
|  | Chine        | Chine        | 0            | 0            |                    |           |             |             |             |             |
|  | Maroc        | Maroc        | 4            | 4            |                    |           |             |             |             |             |
|  | Maroc        | Maroc        | 4            | 4            |                    |           |             |             |             |             |

|  | 5e place    |   |
|  |             |   |
|  | 2 septembre |   |
|  |             |   |
|  | Japon       | 1 |
|  | Japon       | 1 |
|  | Espagne     | 0 |
|  | Espagne     | 0 |

|  | 7e place    |   |
|  |             |   |
|  | 2 septembre |   |
|  |             |   |
|  | France      | 2 |
|  | France      | 2 |
|  | Thaïlande   | 3 |
|  | Thaïlande   | 3 |

#### Détails des matchs
7e place
| 2 septembre 2021 | France        | 2 - 3   | Thaïlande                 | Aomi Urban Sports Park, Tokyo |  |
| 9h00             | Youme 29e 31e | (0 - 2) | 9e Baodee · 17e 27e Kupan |                               |  |
| 9h00             | Rapport       |         |                           |                               |  |

5e place
| 2 septembre 2021 | Japon      | 1 - 0   | Espagne | Aomi Urban Sports Park, Tokyo |  |
| 11h30            | Kuroda 20e | (1 - 0) |         |                               |  |
| 11h30            | Rapport    |         |         |                               |  |

Demi-finales
| 2 septembre 2021 | Chine   | 0 - 2   | Argentine         | Aomi Urban Sports Park, Tokyo |  |
| 16h30            |         | (0 - 1) | 18e 22e Espinillo |                               |  |
| 16h30            | Rapport |         |                   |                               |  |

| 2 septembre 2021 | Brésil          | 1 - 0   | Maroc | Aomi Urban Sports Park, Tokyo |  |
| 19h30            | Berka 28e (csc) | (0 - 0) |       |                               |  |
| 19h30            | Rapport         |         |       |                               |  |

3e place
| 4 septembre 2021 | Chine   | 0 - 4   | Maroc                | Aomi Urban Sports Park, Tokyo |  |
| 11h30            |         | (0 - 3) | 4e 8e 18e 30e Snisla |                               |  |
| 11h30            | Rapport |         |                      |                               |  |

Finale
| 4 septembre 2021 | Argentine | 0 - 1   | Brésil     | Aomi Urban Sports Park, Tokyo |                               |
| 117h30           |           | (0 - 0) | 33e Mendes | Arbitrage : François Carcouët | Arbitrage : François Carcouët |
| 117h30           | Rapport   |         |            | Arbitrage : François Carcouët | Arbitrage : François Carcouët |

## Classement final
| Rang | Équipe    | J | V | N | D |
| ---- | --------- | - | - | - | - |
| 1    | Brésil    | 5 | 5 | 0 | 0 |
| 2    | Argentine | 5 | 4 | 0 | 1 |
| 3    | Maroc     | 5 | 2 | 1 | 2 |
| 4    | Chine     | 5 | 2 | 0 | 3 |
| 5    | Japon     | 4 | 2 | 0 | 2 |
| 6    | Espagne   | 4 | 1 | 1 | 2 |
| 7    | Thaïlande | 4 | 1 | 0 | 3 |
| 8    | France    | 4 | 0 | 0 | 4 |